# Auxonne-Marie-Thédose de Thiard
Auxonne-Marie-Thédose de Thiard, francoski general in politik, * 1772, † 1852.